# Lutte occitane
Lutte occitane (« Lucha occitana ») est un mouvement politique occitan de gauche fondé en 1971 à la suite de la disparition du Comité occitan d'études et d'action (C.O.E.A.).  
Il fut composé d'éléments occitanistes assez hétéroclites. Il allia l'occitanisme à la gauche française, bien qu'une certaine présence nationaliste se fît sentir en son sein.
Le mouvement est dissout en 1975.
Dès 1972, le mouvement publie un journal bimestriel sous la direction de Gaston Bazalgues, sous le titre de Lutte occitane. Sa diffusion continue après la dissolution du mouvement ; il sera renommé Païs occitan en 1978 puis stoppé en 1980.